# Лейк-Плесід (Флорида)
Лейк-Плесід (англ. Lake Placid) — місто (англ. town) в США, в окрузі Гайлендс штату Флорида. Населення — 2360 осіб (2020).

## Географія
Лейк-Плесід розташований за координатами 27°17′47″ пн. ш. 81°22′22″ зх. д. / 27.29639° пн. ш. 81.37278° зх. д. (27.296497, -81.372647). За даними Бюро перепису населення США в 2010 році місто мало площу 9,62 км², з яких 8,87 км² — суходіл та 0,75 км² — водойми.

## Демографія
Згідно з переписом 2010 року, у місті мешкали 2223 особи в 841 домогосподарстві у складі 490 родин. Густота населення становила 231 особа/км². Було 1040 помешкань (108/км²).
Расовий склад населення:
| - 69,6 % — білих - 7,1 % — чорних або афроамериканців - 1,2 % — азіатів - 0,4 % — корінних американців - 0,1 % — вихідців з тихоокеанських островів - 18,9 % — осіб інших рас |

До двох чи більше рас належало 2,7 %. Частка іспаномовних становила 46,1 % від усіх жителів.
За віковим діапазоном населення розподілялося таким чином: 25,1 % — особи молодші 18 років, 56,5 % — особи у віці 18—64 років, 18,4 % — особи у віці 65 років та старші. Медіана віку мешканця становила 34,4 року. На 100 осіб жіночої статі у місті припадало 105,3 чоловіків; на 100 жінок у віці від 18 років та старших — 108,5 чоловіків також старших 18 років.
Середній дохід на одне домашнє господарство становив 51 618 доларів США (медіана — 25 692), а середній дохід на одну сім'ю — 67 216 доларів (медіана — 31 397). Медіана доходів становила 20 671 долар для чоловіків та 17 219 доларів для жінок. За межею бідності перебувало 48,3 % осіб, у тому числі 66,4 % дітей у віці до 18 років та 21,2 % осіб у віці 65 років та старших.
Цивільне працевлаштоване населення становило 1123 особи. Основні галузі зайнятості: сільське господарство, лісництво, риболовля — 35,7 %, мистецтво, розваги та відпочинок — 13,8 %, освіта, охорона здоров'я та соціальна допомога — 11,8 %, роздрібна торгівля — 10,5 %.